# Niederbuchsiten
Niederbuchsiten är en ort och kommun i distriktet Gäu i kantonen Solothurn, Schweiz. Kommunen har 1 301 invånare (2023).